# RTP Unia Racibórz
Der RTP Unia Racibórz (Raciborskie Towarzystwo Piłkarskie Unia Racibórz) war ein Frauenfußballverein aus der polnischen Stadt Racibórz in der Woiwodschaft Schlesien. Er wurde fünf Mal polnischer Meister und drei Mal Pokalsieger.

## Geschichte
Im Jahre 2001 nahm bei dem 1946 gegründeten Verein KP Unia Racibórz eine Frauenmannschaft das Training auf. Diese wurde 2003 zum Spielbetrieb in der 2. polnischen Liga der Frauen angemeldet. 2005 gelang ihr der Aufstieg in die 1. Liga und 2007 in die höchste Spielklasse, die Ekstraliga Kobiet. 
Aufgrund von Zerwürfnissen im Vorstand über die Verwendung finanzieller Mittel trennten sich im Januar 2008 Männer- und Frauenabteilung, die als RTP Unia zum reinen Frauenfußballverein wurde, während die Männer beim KP Unia Racibórz verblieben.
In der Spielzeit 2008/09 wurde RTP Unia überraschend vor Serienmeister KS AZS Wrocław polnischer Frauenmeister und qualifizierte sich damit für die neue UEFA Women’s Champions League. In den Saisons 2009/10, 2011/12 und 2012/13 konnte dieser Erfolg wiederholt werden.
Seinen raschen Aufstieg und seine bemerkenswerten Erfolge verdankte RTP Unia ganz wesentlich dem persönlichen und finanziellen Engagement des Vereinspräsidenten und Cheftrainers Remigiusz Trawiński, dessen private Steinsetzerfirma als Hauptsponsor den größten Teil des Finanzbedarfs deckte. In Anerkennung dieses Einsatzes wurde Trawiński am 25. Januar 2011 zum Manager der polnischen Fußballnationalmannschaft der Frauen ernannt, blieb seinem Club jedoch in allen Funktionen treu. Nach der Hinrunde der Spielzeit 2013/14 zog der Vereine seine Mannschaft aus dem Ligabetrieb zurück und stellte den Spielbetrieb ein.

## Erfolge
- Polnische Fußballmeisterschaft der Frauen: 2008/09, 2009/10, 2010/11, 2011/12, 2012/13
- Polnischer Fußballpokalsieger der Frauen: 2009/10, 2010/11, 2011/12

## Statistik
| Saisons   | Div. | Līga       | Platz | web   |
| --------- | ---- | ---------- | ----- | ----- |
| 2005–2006 | 2.   | I liga     | 2.    |       |
| 2006–2007 | 2.   | I liga     | 1.    |       |
| 2007–2008 | 1.   | Ekstraliga | 3.    | [ 2 ] |
| 2008–2009 | 1.   | Ekstraliga | 1.    | [ 3 ] |
| 2009–2010 | 1.   | Ekstraliga | 1.    | [ 4 ] |
| 2010–2011 | 1.   | Ekstraliga | 1.    | [ 5 ] |
| 2011–2012 | 1.   | Ekstraliga | 1.    | [ 6 ] |
| 2012–2013 | 1.   | Ekstraliga | 1.    | [ 7 ] |

## Bekannte Spielerinnen
- Chinasa Gloria Okoro, äquatorialguineische Nationalspielerin
- Leonarda Balog, kroatische Nationalspielerin
- Iva Landeka, kroatische Nationalspielerin
- Patrycja Pożerska, polnische Nationalspielerin
- Marta Stobba, polnische Nationalspielerin
- Agata Tarczyńska, polnische Nationalspielerin
- Agnieszka Winczo, polnische Nationalspielerin
- Ewa Żyła, polnische Nationalspielerin
- Ivana Bojdová, slowakische Nationalspielerin
- Katarína Ištóková, slowakische Nationalspielerin
- Dominika Sýkorová, slowakische Nationalspielerin